# Интенсивность отказов
Интенси́вность отка́зов — отношение числа отказавших объектов (образцов аппаратуры, изделий, деталей, механизмов, устройств, узлов и т. п.) в единицу времени к среднему числу объектов, исправно работающих в данный отрезок времени при условии, что отказавшие объекты не восстанавливаются и не заменяются исправными. Другими словами, интенсивность отказов численно равна числу отказов в единицу времени, отнесенное к числу узлов, безотказно проработавших до этого времени. Следующие определения интенсивности отказов эквивалентны:
{\displaystyle \lambda (t)={\frac {n(t)}{N_{cp}\Delta t}}={\frac {n(t)}{\left[N-n(t)\right]\Delta t}}={\frac {f(t)}{P(t)}}}
где {\displaystyle N} — общее число рассматриваемых изделий;

{\displaystyle f(t)} — скорость отказов — количество изделий, отказавших к моменту времени {\displaystyle t} в единицу времени;

{\displaystyle P(t)} — количество изделий, не отказавших к моменту времени {\displaystyle t};

{\displaystyle n(t)} — число отказавших образцов в интервале времени от {\displaystyle t-(\Delta t/2)} до {\displaystyle t+(\Delta t/2)};

{\displaystyle \Delta t} — интервал времени;

{\displaystyle {N_{cp}}} — среднее число исправно работающих образцов в интервале {\displaystyle \Delta t}:
{\displaystyle {N_{cp}}={\frac {N_{i}+N_{i+1}}{2}}}
где {\displaystyle N_{i}} — число исправно работающих образцов в начале интервала {\displaystyle \Delta t};

{\displaystyle N_{i+1}} — число исправно работающих образцов в конце интервала {\displaystyle \Delta t}.
Размерность интенсивности отказов обратна времени, обычно измеряется в 1/час.

## Примеры
При испытании длительностью 3000 часов из 1000 изделий отказало 150. тогда интенсивность отказов этих изделий:
{\displaystyle \lambda (3000)={\frac {150}{{\frac {1000+(1000-150)}{2}}\cdot (3000-0)}}\approx 5,4\cdot 10^{-5}} 1/час.
Например, средние значения интенсивностей отказов в период нормальной эксплуатации составляют:
- для подшипников качения — {\displaystyle 1,5\cdot 10^{-6}} 1/час или 0,01 1/год;
- для ременных передач — {\displaystyle 1,5\cdot 10^{-5}} 1/час или 0,13 1/год.

Наиболее статистически надёжные данные по интенсивности отказов собраны для электронных компонентов.
- Дискретные резисторы: от {\displaystyle 1\cdot 10^{-9}} до {\displaystyle 1\cdot 10^{-8}} 1/час.
- Дискретные неэлектролитические конденсаторы: от {\displaystyle 1\cdot 10^{-6}} до {\displaystyle 1\cdot 10^{-8}} 1/час.
- Электролитические конденсаторы: от {\displaystyle 1\cdot 10^{-3}} до {\displaystyle 1\cdot 10^{-5}} 1/час.
- Полупроводниковые маломощные приборы (диоды, транзисторы) после приработки: от {\displaystyle 1\cdot 10^{-6}} до {\displaystyle 1\cdot 10^{-7}} 1/час.
- Интегральные микросхемы в период нормальной эксплуатации: от {\displaystyle 1\cdot 10^{-5}} до {\displaystyle 1\cdot 10^{-7}} 1/час.